# The Curse of Drink
The Curse of Drink er en amerikansk stumfilm fra 1922 af Harry O. Hoyt.

## Medvirkende
- Harry T. Morey som Bill Sanford
- Edmund Breese som John Rand
- Marguerite Clayton som Ruth Sanford
- George Fawcett som Ben Flartey
- Miriam Battista som Betty
- Brinsley Shaw som Sam Handy
- Alice May som Sanford